# Kick Smit
Johannes Chrishostoms „Kick” Smit (ur. 3 listopada 1911 w Bloemendaal, zm. 1 lipca 1974 w Haarlemie) – holenderski piłkarz grający na pozycji napastnika. Uważany za jednego z najlepszych zawodników w Holandii w latach 30. i 40. W reprezentacji Holandii, w której barwach występował w latach 1934–1946, w 29 meczach strzelił 26 goli. Przez większą część piłkarskiej kariery był zawodnikiem HFC Haarlem, z którym w 1946 roku zdobył mistrzostwo kraju.

## Sukcesy piłkarskie
- mistrzostwo Holandii 1946 z FC Haarlem

W reprezentacji Holandii od 1934 do 1946 roku rozegrał 29 meczów i strzelił 26 goli – uczestnik mistrzostw świata 1934 (runda grupowa) i 1938 (runda grupowa).